# 毫毛
毫毛或稱胎毛是一種只有嬰兒才有的體毛，它的功能與頭髮類似，但在嬰孩八個月時就會逐漸消失，因為毫毛有此特性，故有家長把孩子帶到訂做毛筆的地方，把毫毛刮下製成毛筆，作為送給孩子的獨特禮物。